# ジョージ・ライト (外野手)
ジョージ・デウィット・ライト（George DeWitt Wright, 1958年12月22日 - ）は、アメリカ合衆国オクラホマ州オクラホマシティ出身の元プロ野球選手（外野手）。右投両打。

## 来歴
1977年のMLBドラフト4巡目でテキサス・レンジャーズに指名され契約。1982年4月10日の対クリーブランド・インディアンス戦で1番・中堅手としてMLBデビューを果たし、3回表にリック・ウェイツから同点本塁打を放つなど4打数3安打3打点と活躍。1983年は全162試合に出場し、18本塁打を放つなど活躍する。1984年以降は成績が下降し、1986年6月18日にモントリオール・エクスポズに移籍するが、ここでも不振から脱却できなかった。
1988年に南海ホークスに入団して来日。開幕戦の3打席目に投ゴロで一塁に走った際に右足ふくらはぎを痛め、そのまま一軍登録を抹消される。結局、右足は肉離れで4月24日に一軍復帰する。その後は、強肩を生かした守備や巧打を披露し、7月3日には打率ランキングで1位になるが、その後左脚を故障してからは打撃不振に陥り、同年限りで解雇になった。
帰国後はMLBへの復帰昇格できず、メキシカンリーグ等でプレーしていたが、1993年に監督就任した根本陸夫の要望もあり、福岡ダイエーホークスに復帰。4番打者として起用されるも、1988年シーズン同様に打撃では精彩を欠き、またしても同年限りで解雇になった。しかし、同年は外野手として1試合10刺殺のパリーグタイ記録を残した。
登録名は「ライト」だが、守備位置のライト（右翼手）との曖昧さを回避するために、場内アナウンスはフルネームの「ジョージ・ライト」とコールされた（同様の例にリック・ショートがいる）。

### 乱闘騒ぎ
気性が荒く、以下の乱闘騒ぎを起こしている。
- 1988年5月13日の対ロッテ戦で荘勝雄から死球を受け激昂し、ロッテのコーチと選手に暴力を振るって[5]退場処分となった[5][6]。翌日にパ・リーグから「スポーツマンシップに反する粗暴な行為」[7]として制裁金10万円を受けた[7][5]。
  - なお、この乱闘では同僚のトニー・バナザードもロッテの当時トレーナーを務めていた、河原田明に暴行を働いたが退場にはならなかった。そのため、日本テレビ系列で2000年末に放送された『プロ野球20世紀最後の好珍プレー』（勇者のスタジアム・プロ野球好珍プレーの特別編）では、バナザードの暴行部分とライトの退場宣告部分だけが編集されて流され、日本人にはアフロの区別がつかないために2人が取り違えられて退場処分になったというナレーションが当てられた。その影響か、その取り違えが史実であるかのように記述した本も登場し[8]、タレントがその本の記述（取り違え）を実際の出来事として紹介したテレビ番組もあった[9]。
- 1988年8月15日の対近鉄戦で加藤哲郎が内角攻めをして投げた球がライトの頬をかすめ、ライトが激怒し加藤に詰めよった。加藤も激昂しお互い睨み合いになった瞬間、無関係のバナザードが突然ベンチから出てきて加藤に対して暴行を働いたことから乱闘に発展。（バナザードは加藤に対する暴力行為で退場。）
- 日本復帰後、1993年7月29日の近鉄戦で本塁打を放った後に清川栄治から死球を受けてバッテリーに詰め寄る。この時は周囲になだめられて退場にはならなかったが、一塁へ進むようにユニフォームを引っ張ってきた村田康一審判に対してその腕を振りほどいて激昂している。

## 詳細情報

### 年度別打撃成績
| 年 度    | 球 団         | 試 合 | 打 席 | 打 数 | 得 点 | 安 打 | 二 塁 打 | 三 塁 打 | 本 塁 打 | 塁 打 | 打 点 | 盗 塁 | 盗 塁 死 | 犠 打 | 犠 飛 | 四 球 | 敬 遠 | 死 球 | 三 振 | 併 殺 打 | 打 率 | 出 塁 率 | 長 打 率 | O P S |
| -------- | ------------- | ----- | ----- | ----- | ----- | ----- | -------- | -------- | -------- | ----- | ----- | ----- | -------- | ----- | ----- | ----- | ----- | ----- | ----- | -------- | ----- | -------- | -------- | ----- |
| 1982     | TEX           | 150   | 599   | 557   | 69    | 147   | 20       | 5        | 11       | 210   | 50    | 3     | 7        | 8     | 1     | 30    | 4     | 3     | 78    | 11       | .264  | .305     | .377     | .682  |
| 1983     | TEX           | 162   | 681   | 634   | 79    | 175   | 28       | 6        | 18       | 269   | 80    | 8     | 7        | 1     | 3     | 41    | 9     | 2     | 82    | 9        | .276  | .321     | .424     | .745  |
| 1984     | TEX           | 101   | 404   | 383   | 40    | 93    | 19       | 4        | 9        | 147   | 48    | 0     | 2        | 1     | 3     | 15    | 2     | 2     | 54    | 6        | .243  | .273     | .384     | .657  |
| 1985     | TEX           | 109   | 393   | 363   | 21    | 69    | 13       | 0        | 2        | 88    | 18    | 4     | 7        | 3     | 2     | 25    | 5     | 0     | 49    | 9        | .190  | .241     | .242     | .483  |
| 1986     | TEX           | 49    | 112   | 106   | 10    | 23    | 3        | 1        | 2        | 34    | 7     | 3     | 5        | 0     | 1     | 4     | 1     | 1     | 23    | 2        | .217  | .250     | .321     | .571  |
| 1986     | MON           | 56    | 133   | 117   | 12    | 22    | 5        | 2        | 0        | 31    | 5     | 1     | 1        | 1     | 3     | 11    | 0     | 1     | 28    | 3        | .188  | .258     | .265     | .523  |
| '86計    | MON           | 105   | 245   | 223   | 22    | 45    | 8        | 3        | 2        | 65    | 12    | 4     | 6        | 1     | 4     | 15    | 1     | 2     | 51    | 5        | .202  | .254     | .291     | .546  |
| 1988     | 南海 ダイエー | 89    | 332   | 300   | 31    | 79    | 9        | 3        | 11       | 127   | 27    | 3     | 5        | 0     | 1     | 27    | 0     | 4     | 54    | 7        | .263  | .331     | .423     | .755  |
| 1993     | 南海 ダイエー | 94    | 392   | 351   | 42    | 82    | 20       | 1        | 9        | 131   | 44    | 9     | 2        | 0     | 3     | 31    | 0     | 7     | 61    | 9        | .234  | .306     | .373     | .679  |
| MLB：5年 | MLB：5年      | 627   | 2322  | 2160  | 231   | 529   | 88       | 18       | 42       | 779   | 208   | 19    | 29       | 14    | 13    | 126   | 21    | 9     | 314   | 40       | .245  | .288     | .361     | .648  |
| NPB：2年 | NPB：2年      | 183   | 724   | 651   | 73    | 161   | 29       | 4        | 20       | 258   | 71    | 12    | 7        | 0     | 4     | 58    | 0     | 11    | 115   | 16       | .247  | .318     | .396     | .714  |

- 各年度の太字はリーグ最高
- 南海（南海ホークス）は、1989年にダイエー（福岡ダイエーホークス）に球団名を変更

### 記録
NPB
- 初出場：1988年4月9日西武戦（西武） 5番右翼で先発、3打数無安打
- 初打席：同上 工藤公康の前に凡退
- 初安打：1988年4月24日ロッテ戦（仙台） 村田兆治から単打
- 初本塁打・初打点：1988年4月26日日本ハム戦（大阪スタヂアム） 9回間柴茂有から同点2ラン

### 背番号
- 26 （1982年 - 1986年途中）
- 25 （1986年途中 - 同年終了）
- 6 （1988年）
- 44 （1993年）